# Oreja de Mozart

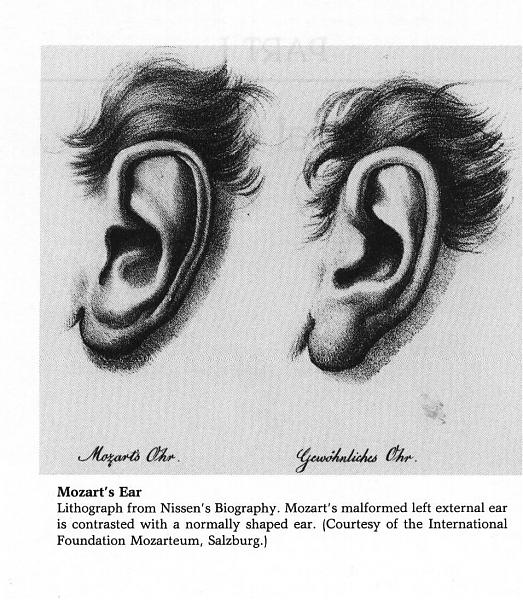
Representación de la oreja izquierda de Mozart (izquierda) y de una oreja normal (derecha), ofrecida en la biografía que realizó del compositor el segundo marido de la viuda de Mozart, Georg Nikolaus von Nissen.

La oreja de Mozart, también conocida como oreja de Wildermuth, es una malformación congénita del pabellón auditivo, consistente en una prominencia superior del antihélix causada por su fusión con el hélix; la concha está agrandada, el antitrago se desplaza hacia abajo y el lóbulo es subdesarrollado. Se transmite a la descendencia, pero es un carácter recesivo.
Recibe su nombre porque la presentaba el compositor austriaco Wolfgang Amadeus Mozart (1756-1791) en su oreja izquierda, así como su hijo Franz Xaver Wolfgang Mozart (1791-1844).